# Riitta Nelimarkka
Riitta Leena Nelimarkka-Seeck, född 6 juli 1948 i Helsingfors, är en finländsk bildkonstnär och konstfilmare.
Riitta Nelimarkka är dotter till ingenjör Antti Nelimarkka och sondotter till konstnären Eero Nelimarkka. Hennes yngsta son är författare Max Seeck.
Hon studerade i konstskola 1967–68, på Konstfack i Stockholm 1970–71 samt  på Konstindustriella läroverket i Helsingfors, där hon utexaminerades 1972 som bildlärare. Dessutom har hon genomgått pianoutbildning på Sibelius-Akademin. Hon disputerade 2001 på Aalto-universitetets högskola för konst, design och arkitektur med avhandlingen Self Portrait, Elisen väitöskirja. Variaation variaatio (Självporträtt. Elises doktorsavhandling. Variations variation).

## Offentlig konst i urval
- Without too much thinking, målning, 12,5 meter × 2,5 meter, 2016, norra fasaden på Sandudds paviljong, Helsingfors.[4]